# Yttergrans distrikt
Yttergrans distrikt är ett distrikt i Håbo kommun och Uppsala län. 
Distriktet ligger i sydöstra delen av kommunen.

## Tidigare administrativ tillhörighet
Distriktet inrättades 2016 och utgörs av socknen Yttergran i Håbo kommun.
Området motsvarar den omfattning Yttergrans församling hade vid årsskiftet 1999/2000.